# Геліодор (мінерал)
Геліодор (рос. гелиодор; англ. heliodor; нім. Heliodor m) — золотисто-жовта відміна берилу, яка містить незначні домішки Fe2O3.